# Men of a Certain Age
Men of a Certain Age es una serie de televisión estadounidense, del género drama-comedia, que fue estrenada por el canal TNT el 7 de diciembre de 2009 en Estados Unidos. En el episodio de una hora, Ray Romano, Andre Braugher y Scott Bakula son tres amigos llegando al final de los 40 años enfrentando con las realidades de la mediana edad. En Canadá, puede ser visto en Super Channel. En América Latina, Men of a Certain Age se estrenó el 13 de julio de 2010, el bloque "Primetime" de Warner Channel.

## Desarrollo
En marzo de 2008, TNT anunció que había encargado un episodio piloto basado en un guion escrito por Ray Romano y Mike Royce. Ambos hombres, habían trabajado juntos previamente en Everybody Loves Raymond. Andre Braugher y Scott Bakula fueron anunciados en junio y julio respectivamente, para protagonizar la serie. En enero de 2009, TNT pide 10 episodios de Men of a Certain Age. Esta es la primera serie de Bakula como miembro regular del elenco desde Star Trek: Enterprise, el primer rol regular de Braugher desde Thief que finalizó en 2006 y la primera serie de Romano desde Everybody Loves Raymond que finalizó en mayo de 2005. Men of a Certain Age se estrenó en TNT el 7 de diciembre de 2009.
El 14 de enero de 2010, TNT renovó la serie para una segunda temporada.

## Argumento
La serie sigue los lazos de amistad entre tres amigos de toda la vida Joe, Owen and Terry que están al borde de los 50 años. Joe (Ray Romano) es ligeramente neurótico, divorciado y padre (Brittany Curran como Lucy, y Braeden Lemasters como Albert) espera convertirse en golfista profesional, pero mientras tanto es dueño de una tienda de suministros para fiestas y tiene una adicción al juego. Owen (Andre Braugher) es un sobre-estresado, y diabético, esposo y padre, que trabaja como vendedor de autos, en el concesionario de su padre (un exjugador de la NBA). Terry (Scott Bakula) lucha por ser actor, trabajando en empleos temporales, terminando y conocienco con mujeres usualmene mucho más jóvenes que él. Estos amigos están al día de las luchas diarias en la vida de cada uno y muestran reacciones masculinas a los asuntos de la vida.

## Cast
- Scott Bakula es Terry Elliott.
- Ray Romano es Joe Tranelli.
- Andre Braugher es Owen Thoreau, Jr.
- Lisa Gay Hamilton es Melissa.
- Carla Gallo es Annie.
- Richard Gant es Owen Thoreau, Sr.
- Brian J. White es Marcus.
- Matt Price es Lawrence.
- Brittany Curran es Lucy.
- Michael Hitchcock es Dave.
- Kwesi Boakye es Jamie.
- Patricia de León es la mujer de la fantasía de Joe.
- Jon Manfrellotti es Manfro.
- Braeden Lemasters es Albert.